# Enrique Corona Morfín

Enrique Corona Morfín fue un maestro mexicano, siendo uno de los creadores e iniciadores de la Escuela Rural Mexicana. 
Nació en 1887 en Villa de Álvarez, Colima. Durante su infancia trabajó en Peña Colorada y cerca de las salineras de la Laguna de Cuyutlán. Estudió bajo la tutela de Gregorio Torres Quintero, gracias al cual decidió volverse maestro. Emigró a Sinaloa donde se afilió al maderismo, aunque luego se marchó a Sonora donde enseñó a los yaquis. Se acercó con los pensamientos revolucionarios pues conoció a los combatientes constitucionalistas. 
Dejó Sonora y marchó a la Ciudad de México durante el gobierno del presidente Álvaro Obregón, cuando se encontraba José Vasconcelos en la Secretaría de Educación Pública. Corona Morfín organizó y creó el Departamento de Educación y Cultura Indígena, las Casas del Pueblo y la Casa del Estudiante Indígena. Extendió sus tareas en Misiones Culturales así como sus obras escritas.
Corona Morfín recibió en 1975 de la XLIX Legislatura de la Cámara de Diputados del Congreso de la Unión la Medalla al Mérito Cívico "Eduardo Neri". En su honor se encuentra una plazuela de la delegación Iztapalapa y en la ciudad de Colima, así como una escuela secundaria. 
- Datos: Q5833187